# Ernest Germain de Saint-Pierre
Jacques Nicolas Ernest Germain de Saint-Pierre, eigentlich Ernest Germain, (* 7. Dezember 1814 in Saint-Pierre-le-Moûtier; † 27. Juni 1882 in Hyères) war ein französischer Arzt und Botaniker. Sein offizielles botanisches Autorenkürzel lautet „Germ.“

## Leben und Wirken
Als Botaniker war er ein Schüler von Achille Richard, dem Botanik-Professor der Medizinischen Fakultät in Paris. Mit Ernest Cosson veröffentlichte er eine Flora der Umgebung von Paris.
Er war einer 1854 der fünfzehn Gründungsmitglieder der Société botanique de France und deren Präsident (1870/71). Er war Mitglied der Société philomathique und der Société de biologie.
Er hieß ursprünglich Germain, nannte sich aber später nach seinem Wohnsitz in Hyères, dem neogotischen Landhaus und Schloss Saint-Pierre-des-Horts, beziehungsweise seinem Geburtsort Germain de Saint-Pierre.

## Ehrungen
Nach „Ernest Germain“ und „Ernest Cosson“ („les deux Ernest“) benannt ist die Pflanzengattung Diserneston Jaub. & Spach aus der Familie der Doldenblütler (Apiaceae).
Die Pflanzengattung Germainia Balansa & Poitr. dagegen aus der Familie der Süßgräser (Poaceae) ist nicht nach ihm, sondern nach Rodolphe Germain, einem französischen Tierarzt (1827–1917) benannt.

## Schriften
- mit Ernest Cosson: Atlas de la flore des environs de Paris, ou Illustrations de toutes les espèces des genres difficiles et de la plupart des plantes litigieuses de cette région, Paris: Fortin, Masson 1845
- mit Ernest Cosson: Flore descriptive et analytique des environs de Paris, 2 Bände, Paris: Fortin, Masson 1845, 2. Auflage 1861
- Guide du botaniste ou Conseil pratique sur l’étude de la botanique, Paris: Masson 1852
- Nouveau Dictionnaire de botanique comprenant la description des familles naturelles, les propriétés médicales et les usages économiques des plants, la morphologie et la biologie des végétaux, 1870